# Langsnavelkoekoek
De langsnavelkoekoek (Chalcites megarhynchus, synoniem Chrysococcyx megarhynchus) is een vogel uit de familie Cuculidae (koekoeken).

## Verspreiding en leefgebied
Deze soort is endemisch in Nieuw-Guinea.